# Pilaki (plat turc)
Pour les articles homonymes, voir Pilaki.

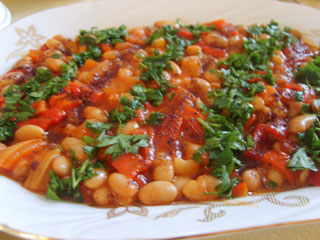
Pilaki.

Pilaki est un style de mezzé turc et peut faire référence à plusieurs plats cuisinés à partir d'une même sauce de base.

## Préparation

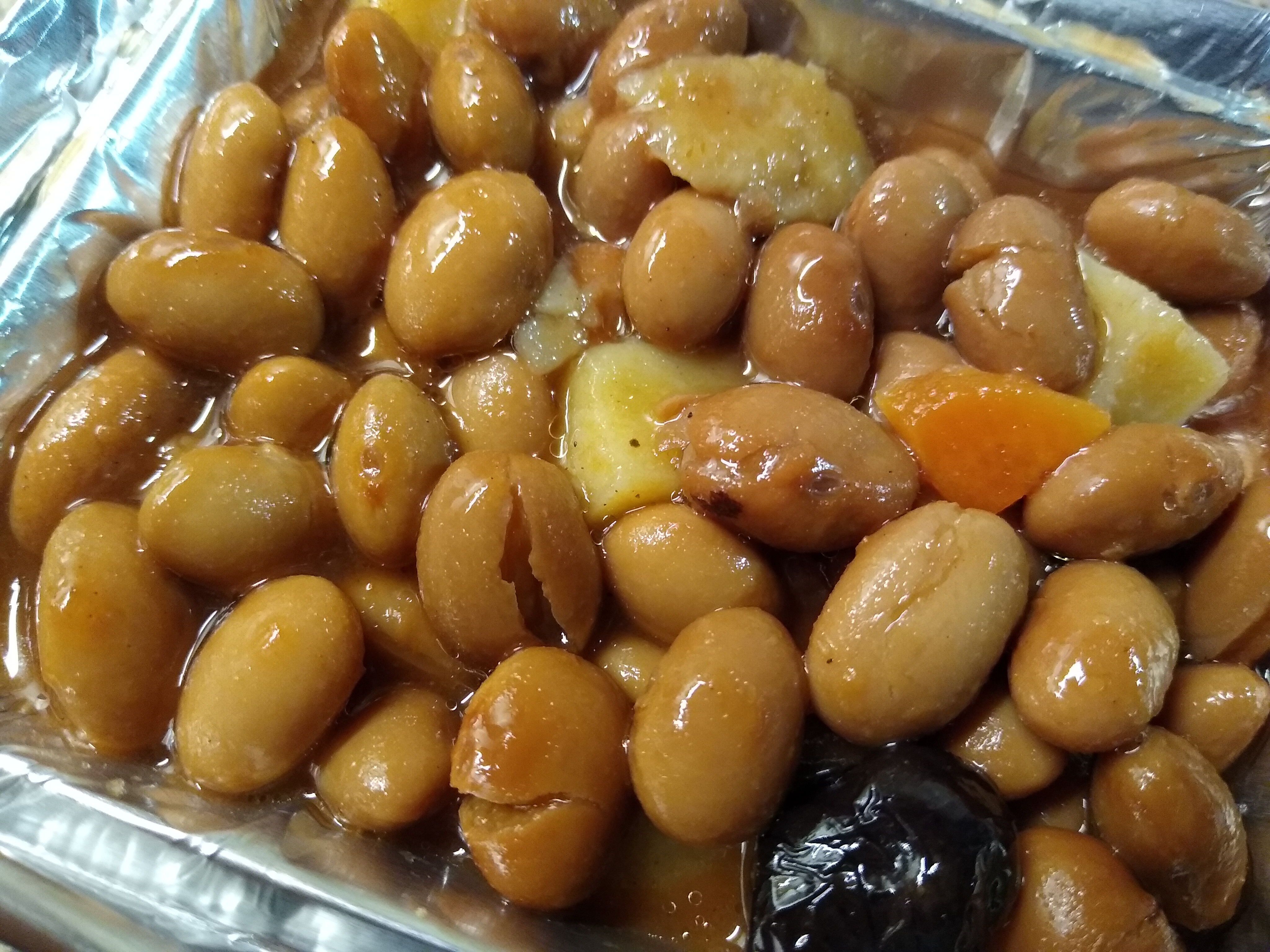
Pilaki.

Les plats dits pilaki ont en commun une sauce à base d'oignon, d'ail, de carottes, de pommes de terre, de concentré de tomates ou de tomate, de sucre et d'huile d'olive. Les haricots préparés dans ce style (fasulye pilaki, aux haricots blancs, ou barbunya pilaki, aux haricots borlotti) sont servis froids, garnis de persil et de tranches de citron. Le pilaki au poisson est également une recette populaire. Dans la cuisine grecque, ce mets est connu sous le nom de plaki. Dans la cuisine bulgare, le nom est plakiya.

## Variantes
Le Gigandes plaki est un plat grec similaire.
Le terme Piyaz désigne un autre plat de haricots turc.
Le Rajma est un plat indien.
Le riz et les haricots rouges, préparés de manière comparable, sont une spécialité créole de la Louisiane.